# Raymond Segard
Pour les articles homonymes, voir Segard.
Raymond Segard, né le 14 juin 1921 à Escaudœuvres et mort le 5 septembre 1996 à Saint-Cyprien, est un acteur et réalisateur français.

## Filmographie

### Comme acteur
- 1936 : Les Mutinés de l'Elseneur de Pierre Chenal : Henri, le pilotin
- 1936 : Sous les yeux d'Occident de Marc Allégret : Kostia
- 1936 : Jenny de Marcel Carné : le fiancé londonien
- 1937 : Paris de Jean Choux : Antoine
- 1937 : Les Secrets de la mer Rouge de Richard Pottier : Sélim
- 1938 : Les Nouveaux Riches d'André Berthomieu : Georges Martinet
- 1939 : Derrière la façade de Georges Lacombe et Yves Mirande : Robert Bernier
- 1940 : Le Danube bleu de Emil-Edwin Reinert : Féry
- 1941 : Le Dernier des six de Georges Lacombe : Namotte
- 1942 : La Femme que j'ai le plus aimée de Robert Vernay : le neveu

### Comme réalisateur
- 1952 : Avalanche